# 張皇后 (後趙)
張皇后（3世纪？—349年），后赵皇帝石遵的皇后，即后赵的最后一个皇后。石遵是武帝石虎的儿子，在石虎死后，石遵在太宁元年（349年）五月十五，从他幼弟石世手中夺得皇位，立張氏为皇后。他只当了183天皇帝，十一月就被他的三哥石鉴和石虎的养孙石闵推翻，之后石遵和張皇后都被所杀。